# Pochotillo
Pochotillo es una localidad del estado mexicano de Guerrero. Es parte del municipio de Tecoanapa.

## Demografía
| Gráfica de evolución demográfica |
|                                  |

| Censo | Población |
| ----- | --------- |
| 1910  | 237       |
| 1921  | 293       |
| 1930  | 391       |
| 1940  | 584       |
| 1950  | 691       |
| 1960  | 834       |
| 1970  | 909       |
| 1980  | 1 081     |
| 1990  | 1 423     |
| 2000  | 1 535     |
| 2010  | 1 411     |
| 2020  | 1 480     |